# بارتولد هاینریش بروکس
بارتولد هاینریش بروکس (آلمانی: Barthold Heinrich Brockes؛ ‏ ۲۲ سپتامبر ۱۶۸۰–۱۶ ژانویهٔ ۱۷۴۷) شاعر اهل آلمان بود.

## زندگی‌نامه
او دانش‌آموختهٔ دانش نظری حقوق در دانشگاه هاله-ویتنبرگ بود و بعد از سفرهای زیاد به ایتالیا، فرانسه و هلند سرانجام در هامبورگ سکنی گزید و در همان‌جا درگذشت.

## فعالیت ادبی
آثار شعری او در ۹ جلد منتشر شد. وی همچنین برخی آثار الکساندر پوپ، جیمز تامسون و جیامباتیستا مارینو را به آلمانی ترجمه کرد. از برخی از لیبرتوهای وی در اوراتوریوهای مصائب عیسی استفاده شده و بزرگانی چون جرج فردریک هندل، گئورگ فیلیپ تیلمان، یوهان ماتزون، یوهان فریدریش فاش و یوهان سباستیان باخ از لیبرتوهای او در موسیقی خود استفاده کردند.